# Marie Tscheuschner
Marie Tscheuschner, auch Tscheuschner-Cucuel (* 28. Mai 1867 in Hannover; † nach 1912), war eine deutsche Porträtmalerin der Düsseldorfer Schule und Möbeldesignerin.

## Leben
Tscheuschner war eine Privatschülerin von Wilhelm Sohn in Düsseldorf und Karl Gussow in Berlin. Mehrfach war sie mit Beiträgen auf der Großen Berliner Kunstausstellung vertreten, so 1893 mit dem Pastellgemälde Bildnis der Frau G. Im gleichen Jahr veröffentlichte sie in der Zeitschrift Frauenwohl ihre Betrachtung über die Auffassung der Frau in der modernen Kunst. Tscheuschner heiratete den US-amerikanischen Maler Edward Cucuel. Am 3. Januar 1902 bekam das in Berlin wohnende Paar eine Tochter. 1912 trat Tscheuschner-Cucuel mit einem Entwurf für einen Flügel der Firma Steinway & Sons und mit einem „Teezimmer“ in Erscheinung.